# Teodozjusz (Petrescu)
Teodozjusz, imię świeckie Macedon Petrescu (ur. 12 grudnia 1955 w Gheorghiteni) – rumuński biskup prawosławny.

## Życiorys
Syn Procopie i Elisabety Petrescu. Ukończył szkołę średnią w Dorna Arini, a następnie seminarium duchowne przy monasterze Neamț (1975). Następnie przez cztery lata studiował teologię na uniwersytecie w Bukareszcie, w trakcie nauki wstępując jako posłusznik do monasteru Crasna. W 1982 został śpiewakiem cerkiewnym w monasterze Antyma w Bukareszcie. Cztery lata później został zatrudniony jako asystent na wydziale teologicznym, którego był absolwentem, na katedrze teologii praktycznej.
W 1987 podpisał deklarację współpracy z Securitate; tłumaczył później, że uczynił to z pobudek patriotycznych.
Wieczyste śluby mnisze złożył 6 grudnia 1990 w monasterze Crasna, przyjmując imię zakonne Teodozjusz. 24 lutego 1991 został wyświęcony na hieromnicha. Pracę duszpasterską prowadził w Bukareszcie, służąc jako kapelan w szpitalach i domach dziecka.
Nominację biskupią otrzymał na posiedzeniu Świętego Synodu Rumuńskiego Kościoła Prawosławnego w dniu 22 marca 1994. 3 kwietnia tego samego roku w cerkwi św. Spirydona w Bukareszcie (nowej) został wyświęcony na biskupa snagovskiego, wikariusza archieparchii Bukaresztu. W 1999 obronił dysertację doktorską w dziedzinie teologii. Dwa lata później został wybrany na ordynariusza archieparchii Tomisu i 8 kwietnia 2001 intronizowany w soborze Świętych Piotra i Pawła w Konstancy. W roku następnym uzyskał tytuł profesora nauk teologicznych i został dziekanem wydziału teologii prawosławnej uniwersytetu w Konstancy. Dwukrotnie, w 2004 i w 2008 był wybierany na to stanowisko na następną kadencję.
W 2009 przeciwko niemu rozpoczęto postępowanie karne i postawiono mu zarzuty przyjęcia łapówki i współudziału w fałszerstwie. Jest pierwszym hierarchą Rumuńskiego Kościoła Prawosławnego po 1990, przeciwko któremu wszczęta została sprawa karna. Rok później pałac biskupi w Tomisie i inne dobra należące do kierowanej przez Teodozjusza archieparchii zostały zajęte sądownie na poczet spłaty niezapłaconych podatków.